# ジャック・アントノフ
ジャック・マイケル・アントノフ（Jack Michael Antonoff、1984年3月31日 - ）は、アメリカ合衆国のシンガーソングライター、音楽プロデューサー。テイラー・スウィフト、ロード、ラナ・デル・レイなど数々のヒット作品を手がける傍ら、BleachersやSteel Trainのリード・シンガー、FUN.のギタリスト・ドラマーとしての活動でも知られている。

## 来歴

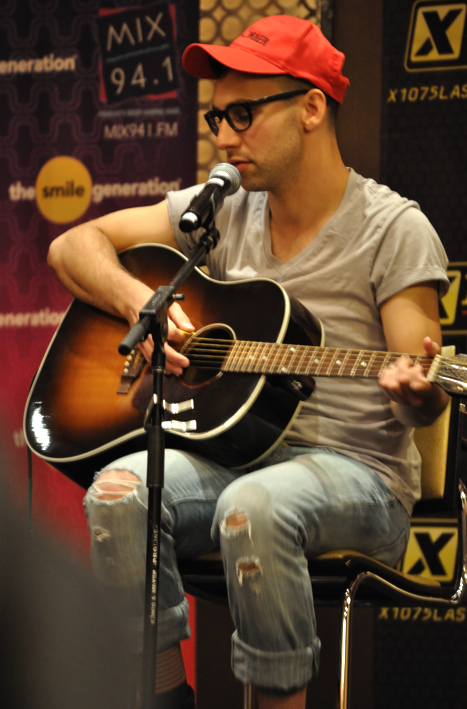
ジャック・アントノフ（2012年）

1984年3月31日、ニュージャージー州バーゲンフィールドで生まれる。1998年、高校2年生の時に友人とパンクロックバンドであるアウトラインを結成。アントノフは2000年初頭までグループで歌を歌っていたが、エディ・ライトがヴォーカルを担当するようになった。2001年にはアルバム『A Boy Can Dream』をトリプル・クラウン・レコーズからリリースし、バンドは2002年まで続いた。
2002年、友人のスコット・アービー・ラニアーとスティール・トレインを結成しリード・シンガーを務めた。
2008年、ネイト・ルイスがアントノフに、アンドリュー・ドストと新しいバンドを結成しないかと誘い、FUN.が結成される。FUN.は2009年にデビュー・アルバム『エイム・アンド・イグナイト』をリリース、2012年のセカンド・アルバム『サム・ナイツ 〜蒼い夜〜』からは、初の全米ナンバーワンシングル「伝説のヤングマン〜ウィー・アー・ヤング〜」が生まれ、第55回グラミー賞の最優秀新人賞、最優秀楽曲賞を受賞した。その後2015年にFUN.は活動を休止する。
2014年、ソロプロジェクトであるブリーチャーズを始動させ、7月10日にファーストアルバム『Bleachers』をリリース。2017年には2ndアルバム『Gone Now』をリリースしている。
2019年6月、サム・デュー、サウンウェーブと新しい音楽プロジェクトとなるレッド・ハースをスタートさせる。8月16日にはファースト・アルバム『Red Hearse』をリリースした。

### 私生活
ブラインドデートで出会ったレナ・ダナムと2012年より交際、同棲していたが、2018年1月に破局が報じられた。
2023年8月、女優のマーガレット・クアリーと結婚した。

## ディスコグラフィ

### アウトライン
- Outline (2000年)
- 6 Song Demo (2000年)
- A Boy Can Dream (2001年)

### スティール・トレイン
- For You My Dear (2003年)
- Twilight Tales from the Prairies of the Sun (2005年)
- Trampoline (2007年)
- Steel Train Is Here (2009年)
- Steel Train (2010年)

### FUN.
- 『エイム・アンド・イグナイト』（2009年）
- 『サム・ナイツ 〜蒼い夜〜』（2012年）

### ブリーチャーズ
- Strange Desire (2014年)
- Gone Now (2017年)

### レッド・ハース
- Red Hearse (2019年)

## 主なプロデュース作品
- カーリー・レイ・ジェプセン『キス』「スウィーティー」 (2012年)
- テイラー・スウィフト『1989』 (2014年)
- シーア『ディス・イズ・アクティング』「ハウス・オン・ファイア」 (2016年)
- ロード『メロドラマ』 (2017年)
- セイント・ヴィンセント『マスセダクション』 (2017年)
- テイラー・スウィフト『レピュテーション』 (2017年)
- P!NK『ビューティフル・トラウマ』 (2017年)
- ラナ・デル・レイ『ノーマン・ファッキング・ロックウェル!』 (2019年)
- カーリー・レイ・ジェプセン『デディケイテッド』「ウォント・ユー・イン・マイ・ルーム」 (2019年)
- テイラー・スウィフト『ラヴァー』 (2019年)
- ケヴィン・アブストラクト（英語版）『アリゾナ・ベイビー』 (2019年)
- FKAツイッグス『Magdalene』「Holy Terrain」 (2019年)
- ディクシー・チックス『Gaslighter』 (2020年)
- テイラー・スウィフト『フォークロア』 (2020年)
- テイラー・スウィフト『エヴァーモア』 (2020年)
- ラナ・デル・レイ『ケムトレイルズ・オーヴァー・ザ・カントリー・クラブ』 (2021年)
- テイラー・スウィフト『フィアレス (テイラーズ・ヴァージョン)』 (2021年)
- クレイロ『スリング』 (2021年)
- テイラー・スウィフト]『レッド (テイラーズ・ヴァージョン)』 (2021年)
- フローレンス・アンド・ザ・マシーン『Dance Forever』 {2022年)
- The 1975『外国語での言葉遊び』 (2022年)
- テイラー・スウィフト『ミッドナイツ』 (2022年)